# Cividino (vitigno)
Il Cividino è un antico vitigno italiano, quasi scomparso, a bacca bianca autoctono della valle del Natisone in Friuli-Venezia Giulia.  I vini che se ne estraevano, ebbero una buona diffusione nel '600 e '700, ma poi, poco resistente all'oidio andò incontro a una lunga fase di produzione calante. Attualmente è quasi esclusivamente coltivato nella vallata del Vipacco e  sull'altopiano del Carso. In alcune aree slave è chiamato Zhedaiz. 
Sono riconosciute quattro varietà di Cividino: ad acino grosso e fisso, a grano minuto e fisso, ad acino raro e Cividino di Ronco.